# 하비키노시
하비키노시(일본어: 羽曳野市)는 일본 오사카부 남동부에 있는 시이다. 포도, 무화과나무의 산지로 유명하다. 또한 고분을 포함한 고대의 사적이 많은 곳으로도 알려져 있다.

## 지리
중북부는 대개 평지이다. 남부의 하비키노 구릉에는 주택지가 펼쳐져 있다. 중앙부 서쪽은 야마토강의 지류인 이시카와강이 남쪽에서 북쪽으로 흐르고 서부에는 나라현 경계에서 이어지는 구릉 지대가 있다.

## 역사
- 1889년 4월 1일 - 정촌제 시행으로 후루이치군 후루이치촌, 단난군 다카스촌이 성립하였다.
- 1896년 4월 1일 - 미나미카와치군이 성립하였다.
- 1916년 8월 5일 - 후루이치촌이 정으로 승격해 미나미카와치군 후루이치정이 되었다.
- 1955년 4월 1일 - 다카스촌이 정으로 승격해 미나미카와치군 다카스정이 되었다.
- 1956년 9월 30일 - 정촌 합병 촉진법에 의해 후루이치정, 다카스정을 포함한 2정 4촌이 합병해 미나미카와치군 미나미오사카정이 되었다.
- 1959년 1월 15일 - 미나미오사카정이 시로 승격, 개칭해 하비키노시가 되었다.

## 교통

### 철도
- 긴키 닛폰 철도
  - 미나미오사카선
  - 나가노선

### 도로
- 국도 제166호선 (일본)(일본어판)
- 국도 제170호선 (일본)(일본어판)

## 인구
| 연도 | 인구    | ±%      |
| ---- | ------- | ------- |
| 1960 | 36,982  | —       |
| 1970 | 77,134  | +108.6% |
| 1980 | 103,181 | +33.8%  |
| 1990 | 115,049 | +11.5%  |
| 2000 | 119,264 | +3.7%   |
| 2010 | 117,702 | −1.3%   |

## 같이 보기
- 아스카베 신사(ja:飛鳥戸神社) - 곤지왕